# Odessa (stad)
Odessa of Odesa (Oekraïens: Одеса, [oˈdɛsɑ], Odesa, Russisch: Одесса, [ɐˈdʲesːə]; Jiddisch: אדעס, Ades; Grieks: Οδησσός) is een havenstad in Oekraïne aan de Zwarte Zee in de Golf van Odessa. Het inwoneraantal bedraagt ruim 1 miljoen. Odessa ligt op de heuvels rondom een kleine haven en is de op vier na grootste stad in Oekraïne. Het is de grootste stad aan de Zwarte Zee. Odessa is ook het bestuurlijke centrum van de oblast Odessa. In 2023 werd het historische centrum van de stad op de Unesco-Werelderfgoedlijst geplaatst.

## Geschiedenis

### Voorgeschiedenis
De eerste bewoning op het grondgebied van het huidige Odessa vond plaats in het vroeg-paleolithicum. Vanaf de 8e eeuw v.Chr. ontstonden er in de regio prehistorische nederzettingen van de Indo-Europese Cimmeriërs, die op den duur verdreven werden door respectievelijk de Iraanse semi-nomadische Scythen en Sarmaten en nog later door Hunnen, Petsjenegen en Chazaren. In de tijd van het Kievse Rijk werd het gebied ten noorden van Odessa bevolkt door stammen van de Oelitsjen en Tivertsen.
Tussen 1239 en 1240 veroverden de Mongoolse hordes van de Gouden Horde het gebied. Begin 15e eeuw werd het gebied overgedragen aan het Groothertogdom Litouwen door Tataar Haci Giray die er het Kanaat van de Krim stichtte onder bescherming van het groothertogdom tegen de Gouden Horde.

### Chadzjibej
De plaats was toen bekend als Chadzjibej (ook wel Khadjibei, Khadzhibei of Gadzhibei genoemd; Litouws: Chadžibėjus; Turks: Hacibey) en onderdeel van de regio Dykra. Het gebied was echter dunbevolkt en bestond voornamelijk uit onbewoonde steppes.
Na 1529 kwam Chadzjibej onder direct bestuur van het Ottomaanse Rijk en werd toen onderdeel van de regio Jedisan en bestuurd vanuit de Silistra eyalet (Özi eyalet). Halverwege de 18e eeuw bouwden de Ottomanen een fort in Chadzjibej dat ze Eni-Dunia (Turks: Yeni Dünya; letterlijk "nieuwe wereld") noemden. Tijdens de Russisch-Turkse oorlog van 1787 tot 1792 veroverde op 25 september 1789 een Russisch regiment, gesteund door Zwarte Zee-Kozakken, Chadzjibej en Eni-Dunia voor het Russische Rijk. Deze troepen stonden onder het bevel van een Spaanse majoor-generaal in Russische dienst, genaamd José de Ribas (Russische naam: Osip Michailovitsj Deribas), waarnaar de belangrijkste straat van Odessa; woelytsja Deribasivska is genoemd. Het gebied werd uiteindelijk overgedragen door de Ottomanen bij het verdrag van Jassy (Iaşi) in 1792, waarna het onderdeel werd van de kolonie Nieuw-Rusland.

### Odessa in het Russische Rijk en de Sovjet-Unie
In 1794 hernoemde Catharina de Grote Chadzjibej tot Odessa, naar de oude Griekse kolonie Odessos, die echter veel zuidelijker bij Varna gelegen was. Dit wordt door de Russen beschouwd als het begin van de huidige stad. In datzelfde jaar stelde de tsarina José de Ribas aan tot de voorzitter van een commissie die moest toezien op de aanleg van een nieuwe haven in Chadzjibeij. Hiervoor nam Ribas de Nederlandse ingenieur Frans de Wollant aan.
In het tsaristische Rusland werd Odessa al snel de derde stad, na Moskou en Sint-Petersburg. Net als Sint-Petersburg, dat bijna een eeuw ouder is, was Odessa bedoeld als een venster op het westen. Er werden vele architecten, kunstenaars en vaklieden uit West-Europa aangetrokken. Er zijn sterke Franse en Italiaanse invloeden. Een van de eerste gouverneurs was een Fransman: hertog Emmanuel Richelieu (1805-1814, daarna werd hij in Frankrijk minister). De stad ontwikkelde zich tot kosmopolitische vrijhaven, waarbij later schatrijke Griekse reders een grote inbreng hadden. De havenstad kreeg als bijnaam het Marseille van de Zwarte Zee.
Ten tijde van de Sovjet-Unie werd de haven ook gebruikt door de Sovjet-marine. Tegenwoordig huisvest het de Marinebasis van Oekraïne en de nationale vissersvloot. Andere industrieën in de stad zijn scheepsbouw, olieraffinaderijen, chemische fabrieken, metaalbewerking en voedselverwerking. Het is de belangrijkste handelsstad in Oekraïne.
In 1810 werd het eerste theater geopend. Het telde 800 plaatsen, overwegend (meer dan 750) staplaatsen. Nadat het in 1873 afbrandde, bouwden tussen 1884 en 1887 de Oostenrijkse architecten Ferdinand Fellner en Hermann Helmer het huidige theater met 1.600 plaatsen.
Tijdens de beruchte Krimoorlog (1853 - 1856) werd Odessa door de Engels-Franse vloot gebombardeerd.
Tijdens de Russische Revolutie van 1905 werden de stakende arbeiders ondersteund door de matrozen van de in Odessa aangemeerde pantserkruiser Potjomkin. Na de revolutie volgden zware represailles waarbij 80.000 van de 600.000 inwoners moesten vluchten. Na 1917 was Odessa een "doorgangshuis" voor vele legers.
De locatie van de stad was gekozen op grond van strategische overwegingen aan de Zwarte Zee. Zowel water als hout bleken er echter nauwelijks aanwezig. Het water wordt daarom nog steeds vanuit de afgelegen Dnjestr aangevoerd. Als bouwmateriaal gebruikte men kalksteen, bij gebrek aan hout. De steenlagen onder de stad zijn in de loop van de laatste twee eeuwen dermate uitgebuit, dat de ontstane catacomben een lengte van 2.000 kilometer tellen. Als gevolg van de ondergraving kampt een groot deel van de in het centrum van Odessa gelegen gebouwen met problemen in de statica. Deze catacomben werden vroeger vaak gebruikt door smokkelaars. In de Tweede Wereldoorlog werd het verzet tegen de nazi's vanuit de catacomben geleid door diverse partizaneneenheden.
In 1914 was Odessa, met 600.000 inwoners, de vierde stad van het Russische Rijk, na Sint-Petersburg, Moskou en Warschau. De stad had een zeer grote Joodse gemeenschap, van 180.000 zielen. De bekende Russisch-Joodse schrijver Isaak Babel werd geboren en groeide op in Odessa.
In de Tweede Wereldoorlog leed Odessa erg onder de aanvallen van de nazi's (behalve Duitse vooral Roemeense eenheden). De gevechten duurden van augustus tot oktober 1941. Tijdens het Bloedbad van Odessa kwamen na de verovering tussen 22 en 24 oktober 1941 tussen de 25.000 en 34.000 Joden om. Ook daarna bleven partizanen actief in de catacomben. Odessa kreeg in 1945 de eretitel Heldenstad van de Sovjet-Unie.

## Bevolking
De Joodse schrijver Isaak Babel vereeuwigde de stad in zijn Verhalen uit Odessa. Andere schrijvers die met Odessa verbonden zijn, zijn Poesjkin en Konstantin Paustovskij. Ook in de film is Odessa onsterfelijk gemaakt, dankzij de trappenscène in Eisensteins film Pantserkruiser Potjomkin. De Russische invasie van Oekraïne sinds 2022 heeft de nalatenschap van Odessieten die in het Russisch of pro-Rusland schreven echter omstreden gemaakt.

### Talen
De meeste Odessieten spreken van oudsher Russisch, hoewel het Oekraïens de officiële taal is en met name sinds februari 2022 in toenemende mate wordt gesproken. Nadat het Russische Rijk de stad in de jaren 1790 had ingelijfd en hernoemd tot Odessa, is het een taalkundig en cultureel kruispunt geweest met ongeveer twee eeuwen lang een overwegend Russisch-sprekende bevolking. De inwoners stemden in 1991 met een grote meerderheid voor de onafhankelijkheid van Oekraïne van de Sovjet-Unie, terwijl het Russisch de voertaal op straat en in het culturele leven bleef. Sinds het begin van de Russische invasie van Oekraïne sinds 2022 is Odessa regelmatig beschoten door Russische strijdkrachten.
 Hierdoor heeft er een grote verschuiving opgetreden in de grondhouding van de bevolking over de voertaal: de inwoners, die meestal Russisch als moedertaal hadden, inclusief veel ontheemden uit Zuid- en Oost-Oekraïne, hebben er bewust in toenemende mate ervoor gekozen om meer Oekraïens te spreken en schrijven. Zij zijn meer taalcurssen Oekraïens gaan volgen om de taal beter te beheersen en het in de praktijk meer te gebruiken als blijk van hun patriottische gezindheid voor Oekraïne, zonder echter het Russisch meteen geheel op te geven. In plaats daarvan is er een lokale variant van het Soerzjyk aan het ontstaan: een mengtaal van Oekraïens en Russisch, die in Odessa vooral gebruikt wordt door mensen die het Russisch als moedertaal hebben, maar geleidelijk aan naar het Oekraïens aan het overschakelen zijn. De Kyiv Post schreef daar in maart 2024 over:

Russisch is nog steeds de taal die je [in Odessa] op straat hoort, maar inmiddels verstaat iedereen Oekraïens en veel inwoners peperen hun gesprekken patriottisch in met Oekraïens, waardoor er een lokale variant van het Soerzhyk ontstaat – die mengeling van Oekraïens en Russisch die je in het grootste deel van het land hoort.

### Joodse gemeenschap
Odessa was sinds de negentiende eeuw een van de centra van de Joodse gemeenschap, getuige de vele verwijzingen in de klezmer-cultuur. Het was de eerste stad in Rusland waar Joden zich mochten vestigen. 
De stad werd in de 19e eeuw de thuisbasis van een grote Joodse gemeenschap en in 1897 werd geschat dat de Joden zo'n 37% van de bevolking uitmaakten. De gemeenschap werd echter herhaaldelijk onderworpen aan antisemitisme door bijna alle christelijke lagen van de bevolking. Pogroms werden uitgevoerd in 1821, 1859, 1871, 1881 en 1905. Veel Odessa-Joden vluchtten na 1882 naar het buitenland, met name naar de Ottomaanse regio die Palestina werd, en de stad werd een belangrijke steunpunt voor het zionisme. Het overgrote deel van de Joden werd tijdens de Tweede Wereldoorlog door de nazi's naar concentratiekampen gedeporteerd en vermoord. Er keerde slechts een zeer gering aantal van hen terug in de stad.

## Economie
Het toerisme bestaat voornamelijk uit de traditionele gasten uit de voormalige Sovjet-Unie: Russen, gasten uit de Kaukasus en Turken en in toenemende mate Wit-Russen, Bulgaren en Moldaviërs. Dit komt mede door de gunstige ligging van Odessa en zijn voorsteden, met meerdere stranden direct aan de Zwarte Zee gelegen. Het historisch centrum van Odessa is bovendien erkend werelderfgoed en een belangrijke bezienswaardigheid.
De Derybasivskastraat is naast de Prymorskyi Bulvar de flaneerstraat van de stad en heeft een internationale reputatie. Het ernaast gelegen Gorsad-park (dat de Stadstuin betekent) heeft eveneens ingang gevonden in de taal: naar Gorsad gaan betekent je amuseren. Voor amusement in Odessa is Arkadia de populairste bestemming. Het ligt aan het strand, dicht bij de oude 19e-eeuwse buitenverblijven aan Frantsuzkyi Bulvar, aan de rand van stad. Sinds enige jaren worden de in sovjetstijl gebouwde uitgaansgelegenheden, strandcafés en eettentjes vernieuwd.
Odessa heeft de grootste zeehaven van Oekraïne en is belangrijk voor de export van graan en andere landbouwproducten. Op 7 kilometer ten zuidwesten van het centrum ligt Odessa International Airport.

## Sport
Tsjornomorets Odessa is de professionele voetbalclub van Odessa en speelt doorgaans op het hoogste Oekraïense niveau, de Premjer Liha. De club speelt in het Tsjornomoretsstadion.

## Klimaat
| Maand                  | jan  | feb  | mrt | apr  | mei  | jun  | jul  | aug  | sep  | okt  | nov | dec  | Jaar |
| ---------------------- | ---- | ---- | --- | ---- | ---- | ---- | ---- | ---- | ---- | ---- | --- | ---- | ---- |
| Gemiddeld maximum (°C) | 2,2  | 2,7  | 6,6 | 13,0 | 19,5 | 24,0 | 27,0 | 26,5 | 21,0 | 15,0 | 8,4 | 3,7  | 14,1 |
| Gemiddeld minimum (°C) | −2,8 | −2,6 | 1,0 | 6,6  | 12,1 | 16,3 | 18,5 | 18,2 | 13,5 | 8,6  | 3,2 | −1,2 | 7,6  |
|                        |      |      |     |      |      |      |      |      |      |      |     |      |      |
| Neerslag (mm)          | 35   | 37   | 32  | 27   | 36   | 49   | 47   | 39   | 41   | 35   | 41  | 35   | 454  |
| Bron: WeerOpReis.com   |      |      |     |      |      |      |      |      |      |      |     |      |      |

## Partnersteden
- Chisinau (Moldavië)
- Vancouver (Canada)
- Yokohama (Japan)
- Jerevan (Armenië)

## Bekende inwoners van Odessa

### Geboren
- Georges Clairin (1843-1919), Frans kunstschilder en illustrator
- Ze'ev Jabotinski (1880-1940), zionist
- Semjon Tsjernetski (1881-1950), componist, dirigent, trombonist, generaal-majoor van het Rode Leger
- Andrej Vysjinski (1883-1954), Sovjet rechtsgeleerde en politicus
- Anna Achmatova (1889-1966), dichteres
- Isaak Babel (1894-1940), schrijver
- Rodion Malinovski (1898-1967), maarschalk
- Yaakov Dori (1899-1973), Israëlisch militair
- Hedda Nova (1899-1981), actrice
- Nathan Milstein (1904-1992), violist
- David Oistrach (1908-1974), violist
- Leone Ginzburg (1909-1944), auteur, schrijver, journalist, leerkracht en politieke activist
- Emil Gilels (1916-1985), pianist
- Alain Bosquet (1919-1998), Frans schrijver van Russische afkomst
- Jefim Geller (1925-1998), schaker
- Igor Oistrach (1931-2021), violist
- Nikolaj Avilov (1948), meerkamper
- Leonid Boerjak (1953), voetballer en trainer
- Ihor Bjelanov (1960), voetballer
- Gennadi Avdejenko (1963), hoogspringer
- Jevgeni Platov (1967), kunstschaatser
- Viktor Petrenko (1969), kunstschaatser
- Alla Korot (1970), actrice
- Nataliya Golofastova (1971), toneelregisseur
- Oksana Grisjtsjoek (1972), kunstschaatsster
- Lenny Krayzelburg (1975), olympisch zwemkampioen
- Andrij Voronin (1979), voetballer
- Filip Zalevski (1984), Bulgaars kunstschaatser
- Artoer Kysjenko (1986), kick- en thaibokser
- Dmytro Koebrjak (1988), voetbalscheidsrechter
- Heorhij Boesjtsjan (1994), voetballer
- Elina Svitolina (1994), tennisster
- Mélovin (1997), zanger
- Viktoria Petryk (1997), zangeres
- Anastasija Petryk (2002), zangeres en winnaar Junior Eurovisiesongfestival 2012

## Galerij

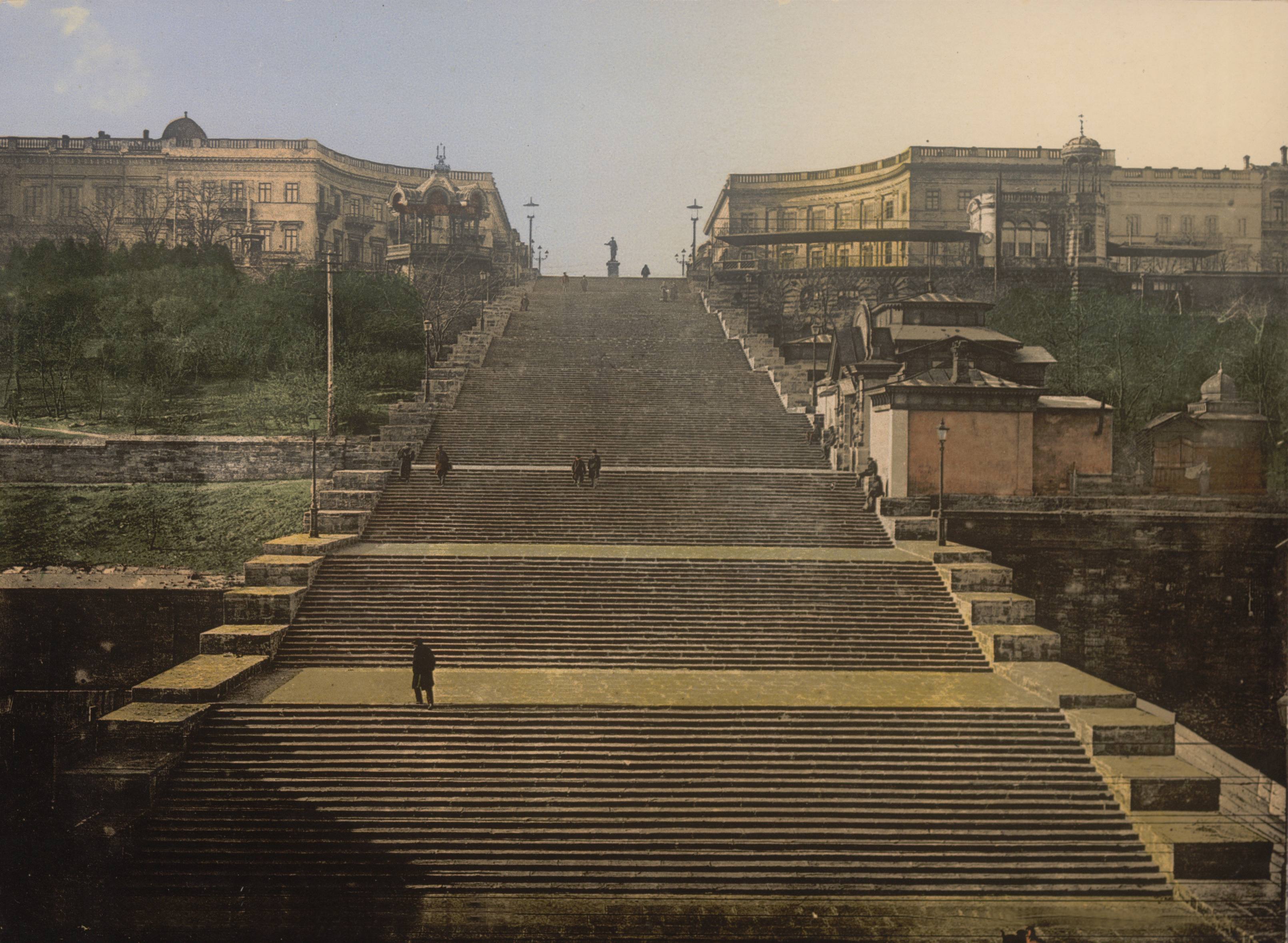
De Potjomkintrappen, gefotografeerd eind 19e eeuw
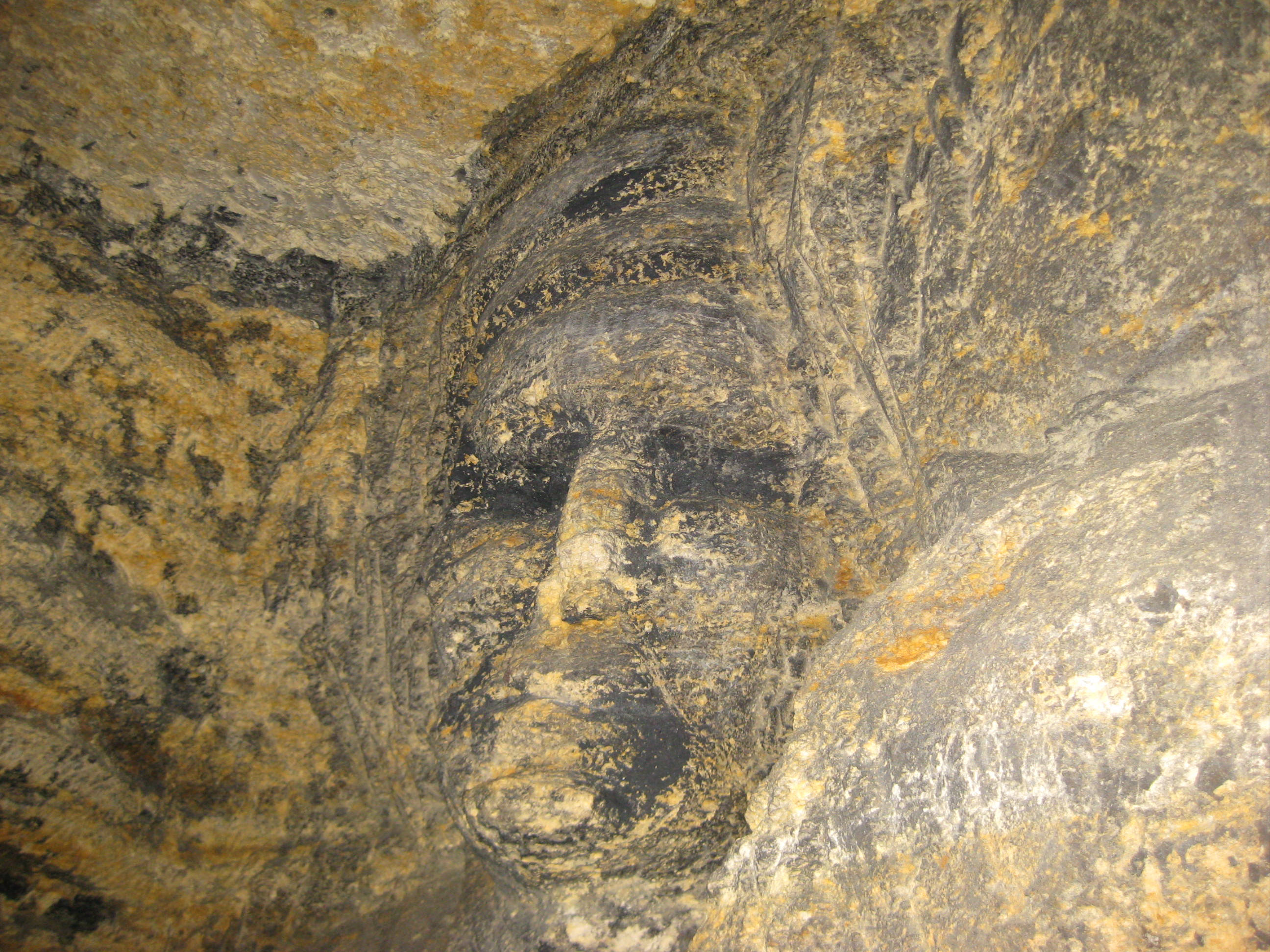
Muurschildering in de catacomben
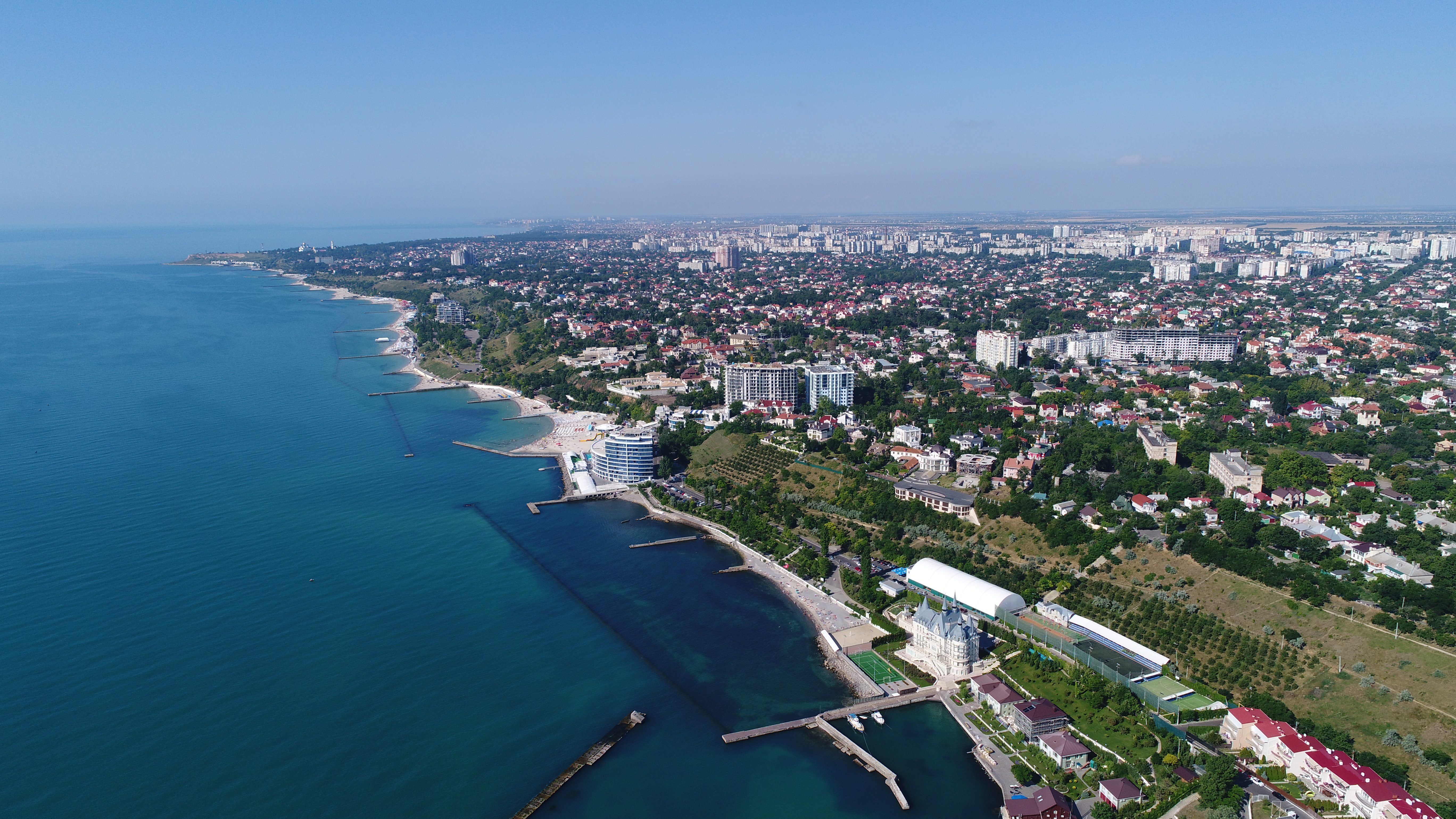
Luchtopname van het kustgebied en de stad
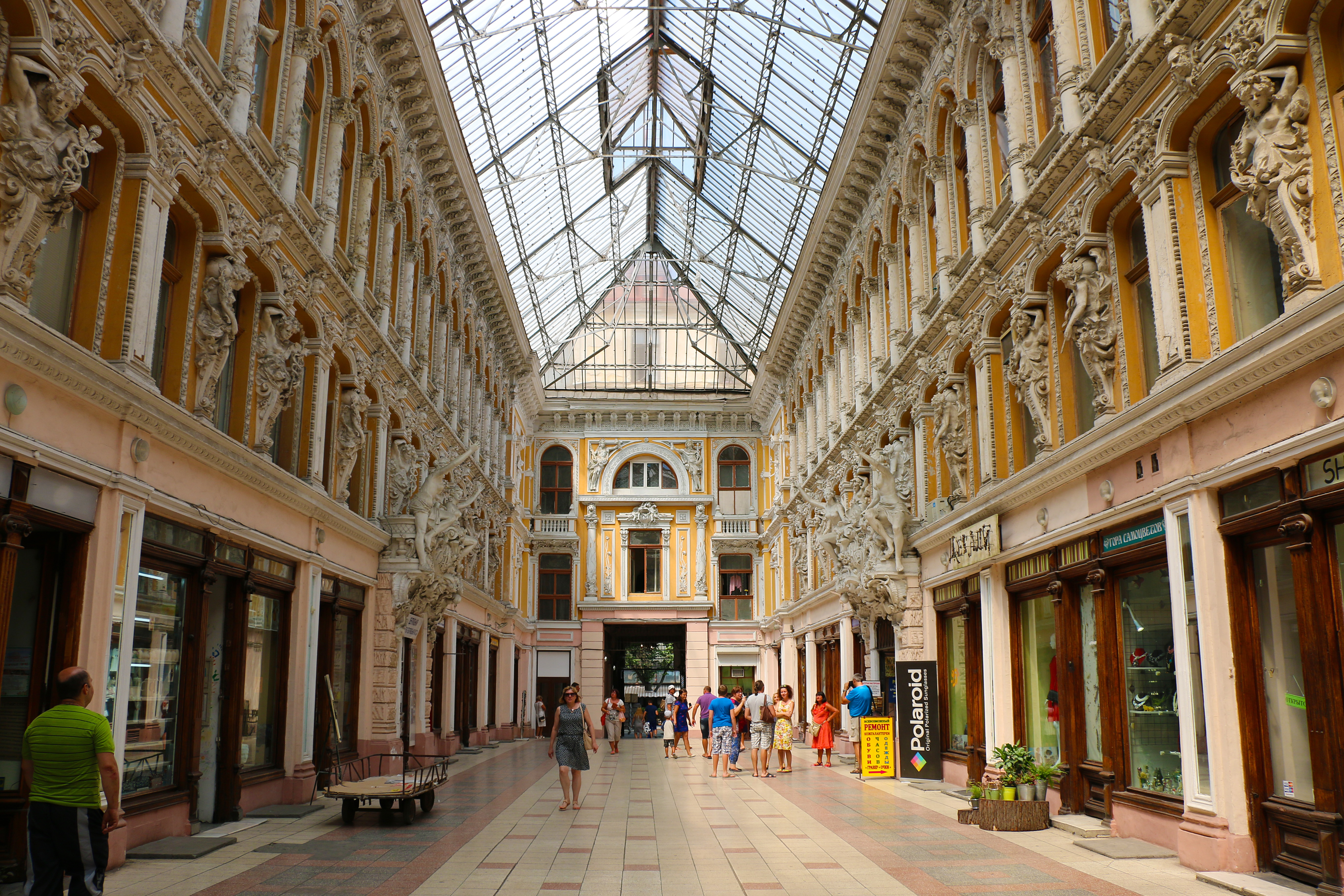
Passage
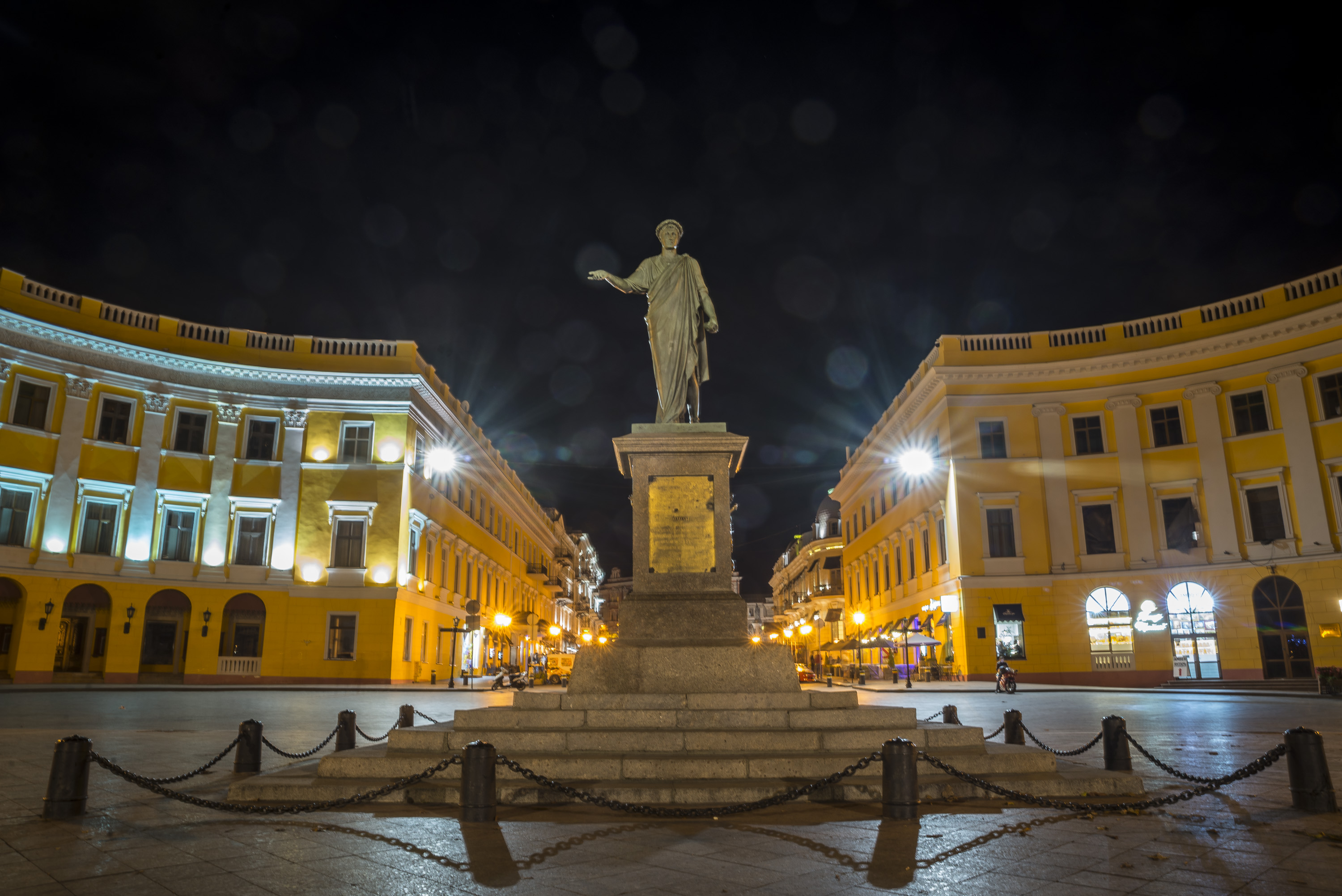
Standbeeld van de hertog van Richelieu
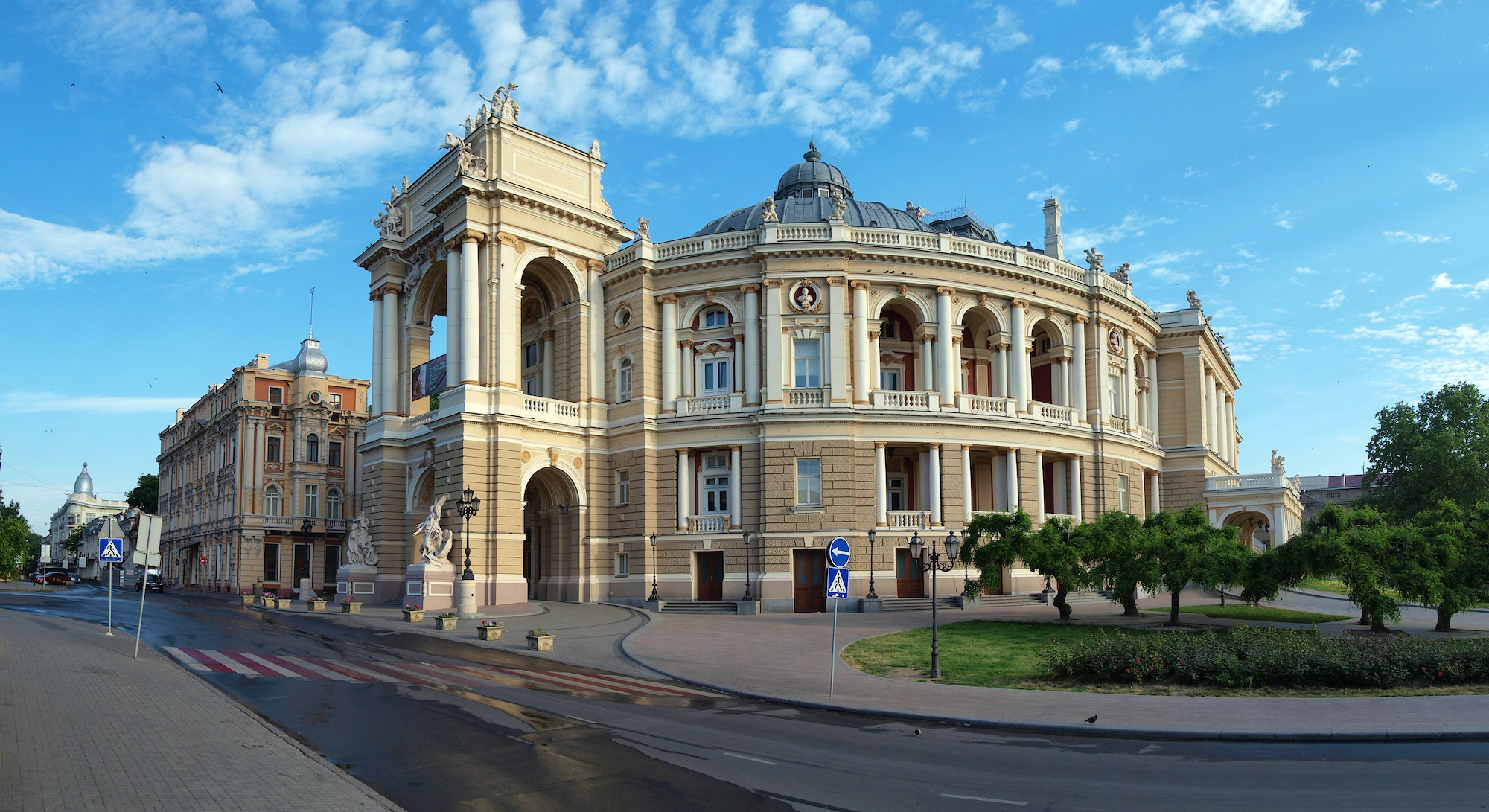
Operagebouw van Odessa